# James Kirke Paulding
James Kirke Paulding, né le 22 août 1778 à Pleasant Valley, État de New-York et mort le 6 avril 1860 à Hyde Park (New York), est un écrivain américain. Il fut secrétaire à la Marine des États-Unis.

## Œuvres
Quelques-unes de ses œuvres ont été traduites en français dans les années 1830-1840. Aucune de ces traductions n'a été rééditée.
- 1807-1808 - Salmagundi (avec Washington Irving)
- 1812 - The Diverting History of John Bull and Brother Jonathan'
- 1813 - The Lay of the Scottish Fiddle
- 1818 - The Backwoodsman
- 1820 - Salmagundi. Second Series
- 1822 - A Sketch of Old England by a New England Man
- 1823 - Koningsmarke, the Long Finne
- 1825 - John Bull in America, or the New Munchausen
- 1826 - The Merry Tales of the Three Wise Men of Gotham
- 1828 - The New Mirror for Travellers
- 1829 - Tales of the Good Woman, by a Doubtful Gentleman
- 1830 - Chronicles of the City of Gotham
- 1831 - The Dutchman's Fireside
- 1832 - Westward Ho!
- 1835 - Life of George Washington
- 1836 - View of Slavery in the United States
- 1837 - The Book of St. Nicholas
- 1838 - A Gift from Fairy Land
- 1846 - The Old Continental, or the Price of Liberty
- 1849 - The Puritan and his Daughter